# Stenberget, Eslöv

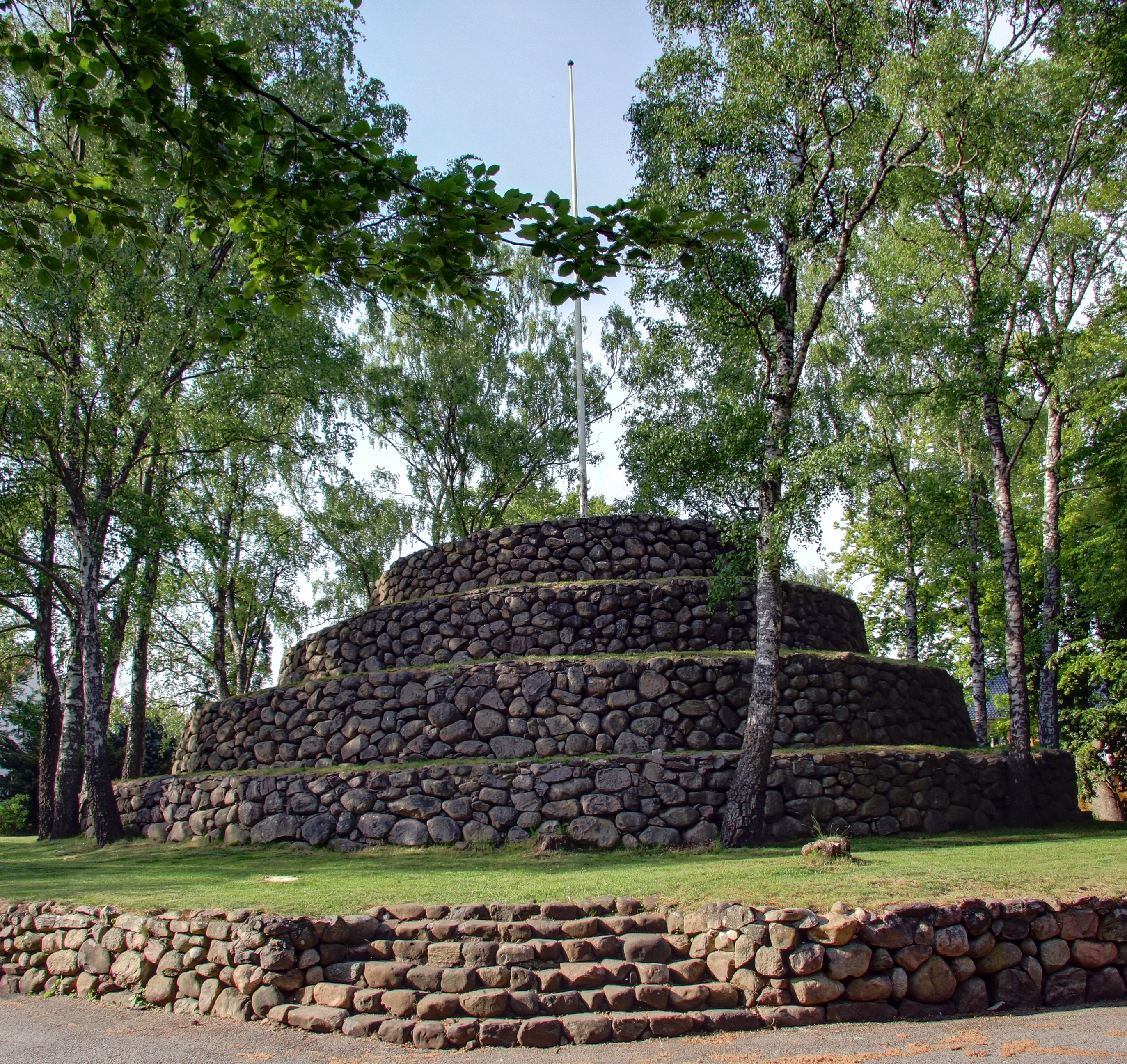
Stenberget

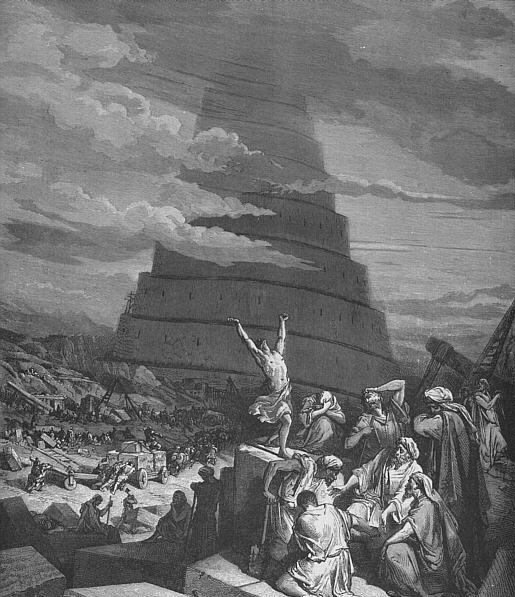
La confusion des langues av Gustave Doré.

Stenberget är ett byggnadsverk i Eslöv, uppfört av sten som blev över då bryggeridirektören med mera Christian E. Nilsson, även kallad "Eslövskungen", byggde sin villa som stod klar ca år 1900. Stenberget ligger på Villavägen i Eslöv. Det sägs att Stenberget byggdes med Babels torn som förebild och att Christian E. Nilsson blivit inspirerad av Gustave Dorés illustration av Babels torn i en bibelutgåva från 1866.
Några scener i filmen Ingenjör Andrées luftfärd är inspelade på och vid Stenberget i Eslöv.
På en minnestavla går följande att läsa:
Samhällsbyggaren
och industrimannen Christian E. Nilsson Eslövskungen kallad byggde stenberget år 1887 enligt uppgift efter förebild av G Dorés bibelillustration Babels tornett barnbarn lät prägla denna minnestavla